# 范美忠事件
范美忠事件，通常称为范跑跑事件，是指2008年5月12日發生在中國的一起道德爭議。當日發生了汶川大地震時，時任光亞學校教師並正在課堂講課的范美忠（1972年11月2日—）先於學生逃生，隨後他在網上發文透露此事，引起網際網路及平面媒體的報導與社會關注，以及針對道德、師德、誠實、倫理、法律等的讨论。

## 范美忠簡歷
范美忠1972年11月2日出生，1997年毕业于北京大学历史系，曾在四川自贡蜀光中学当教师。後因課堂言論辞职，轉至深圳、广州、重庆、北京、杭州、成都等城市从事教育或媒体工作。曾在《中国经济时报》、《南方体育》等媒体任编辑。发表文章包括《追寻有意义的教育》、《〈过客〉：行，走反抗虚无》、《〈风筝〉：灵魂的罪感与忏悔意识》、《用观念打败观念——读〈哈耶克传〉》等。因范跑跑事件而出名，备受争议，被称为“范跑跑”。

## 逃跑事件及爭議言論
2008年5月12日汶川大地震发生时，時年35歲，時任四川都江堰市光亚学校老師的范美忠正給國際文憑一年級班上語文課，他丟下學生先行逃生，撤至學校的操場。班上的十幾名高中生隨後才反應過來，陸續來到操場。5月22日，范美忠在中國大陸的天涯社區論壇發表《那一刻地动山摇》一文，記述自己在震中及震後的經歷，描述到這一情況。文中寫道：“在这种生死抉择的瞬间，只有为了我的女儿我才可能考虑牺牲自我，其他的人，哪怕是我的母亲，在这种情况下我也不会管的。因为成年人我抱不动，间不容发之际逃出一个是一个。”范美忠說，逃跑是自己瞬間的本能行為，但同時也反映了他對自我與他人生命孰為重的權衡，他並不認為作為一名老師，有為救學生而犧牲自己生命的義務。這些言論引發了部分網民對其教師道德素養的聲討，一周內該帖在天涯社區上的瀏覽量達14萬餘次。

## 社會反响
平面和網路媒體對范美忠逃跑事件的爭相報導和討論，一時間使得其曝光率大增，成為2008年中國新聞人物。范美忠在這次事件升溫後被網友譏諷為“范跑跑”。也有部分網友和學者對其言論表示理解或同情。
香港鳳凰衛視《一虎一席談》節目邀請范美忠出席，引發網絡上新一輪爭論的高潮。該次節目播出後，節目中與范針鋒相對而言辭過激的評論家郭松民引起部分網友反感，被反諷為“郭跳跳”。
2008年6月29日，吳祚來文章《范美忠事件的獨特價值》道德決定論者往往希望僅僅通過個人的犧牲來成就精神的崇高，從某種程度上說，這就陷入了象徵即價值的表象追求，而沒有追問對生命關懷的真正意義與價值實現的理性方式。由此形成的後果是，道德決定論者常常是製度建設的懶惰者，他們不知道，儘管瞬間的道德表現也與平時的精神修煉相關聯，但還是不能僅僅靠這種瞬間的表現，而必須要有更有力的製度保證。從這個意義上說，范美忠事件的另面意義，通過新聞的報導實現了：無論是通過博客再到紙質媒體，還是通過電視辯論到網絡辯論，都使我們看到一個相對真實的人。作為災區受難者之一，范美忠是幸運的。

## 學校被要求解聘范美忠
事件发生后，范美忠被光亚学校停职。校長卿光亚承認范美忠工作努力，與學生關係融洽，学生對其獨特的教育理念和方法評價很高。2008年6月6日，范美忠在北京接受媒體訪談時首次公開向公眾道歉，但繼續堅持自己的基本立場。對於范美忠的逃跑行為，校長卿光亚表示沒有問題，有問題的只是范美忠在震後10天發表的感想言論，但校方不會開除“因言獲罪”的人。
2008年6月中，網絡上出現消息稱，中华人民共和国教育部吊銷了范美忠的教師資格證，光亞學校無法再聘用他。范美忠表示這種做法違背《中华人民共和国教师法》，等他拿到文件，明確發文單位後，會請律師提出訴訟。范美忠表示，中國有太多公民對行政部門濫用權力不加抵抗，但他會不惜一切代價，捍衛自己的權利。
但教育部新闻发言人又於6月16日否認了教育部官方指令解聘范美忠的說法，表示解聘是由范美忠所在学校自主决定的。卿光亚校長對此未發表評論，只表明是都江堰教育局領導親自來學校傳達的取消范美忠教師資格的通知。 
在采访中，范美忠曾表示自己“一直就没有中国教师资格证”。他進一步抨擊中國的教育體制，稱參加類似的教師資格考試是對其的侮辱。

## 後記
2008年6月25日，中华人民共和国教育部公布了新修訂的《中小学教师职业道德规范》範本並征求意见。內容中第三條「熱愛學生」一欄中加入了「保護學生安全」一文。部分輿論認為此一修訂是為了回應范美忠事件而做的。

## 成為香港高考中化科聆聽卷考材
此事件亦成為2009年香港高級補充程度會考中國語文及文化科試卷三聆聽理解考試的題材。透過錄音聲帶中不同人士對范老師的評價，討論人性本能和道德規範中的取捨。此聲帶以時事學會午間講播的形式討論「范老師事件」。當中人士大致分成支持者及反對者兩派，支持者提出沒有學生受傷，人性本能及社會對教師強加責任過高等說法為范辯護；相反反對者則以道德底線，老師不指示同學，同學不敢亂動，並指其事後態度不正確，把事情合理化的做法不當等批評。這些觀點大部分和《一虎一席談》中范美忠自我辯護、評論員郭松民的批判及其他觀眾人士范美忠事件的言論十分相似。